# 오다지마 다카유키
오다지마 다카유키(일본어: 小田島 隆幸, 1977년 9월 15일 ~ )는 일본의 전 축구 선수이다.

## 구단 경력
과거 몬테디오 야마가타, 더스파 구사쓰에서 활동하였다.